# Apolonia Ponińska
Apolonia Biron von Curland, z domu Ponińska (ur. 4 lutego 1759 we Wrześni, zm. 5 sierpnia 1800 w Petersburgu) – polska arystokratka, córka Macieja Ponińskiego i jego trzeciej żony Marioli Zofii z Dembińskich. Siostra Kaliksta Ponińskiego i Adama Ponińskiego

## Życiorys
Od 18 lutego 1778 roku żona Karola Ernesta Birona von Curland, starosty babimojskiego, generał-majora wojsk rosyjskich, szambelana rosyjskiego.

## Potomstwo
- Benigna (1778–1779)
- Gustaw Kalikst (1780–1821)
- Piotr Aleksy (1781–1809)
- Karolina (ur. 1782)
- Adolf (1783–1789)
- Konstancja (1787–1793)
- Luiza (1791–1853)
- Katarzyna (1792–1813)